# Pierwiośnie

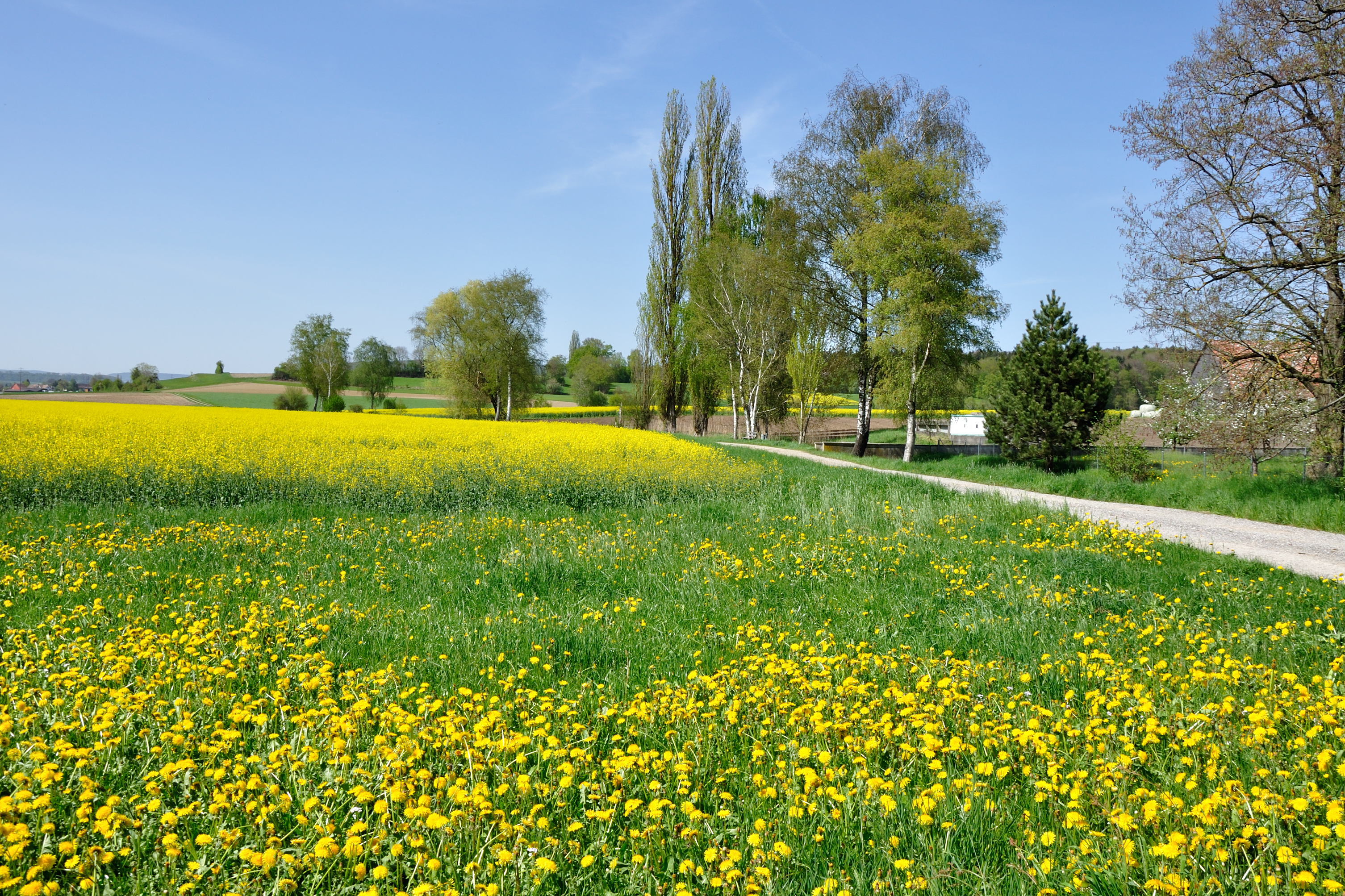
Jednym z wyróżników pierwiośnia jest kwitnienie mniszka pospolitego i rozwój liści brzozy brodawkowatej

Pierwiośnie, wczesna wiosna – fenologiczna pora roku, charakteryzująca się tym, że kwiaty drzew, krzewów oraz roślin zielnych rozwijają się równomiernie z rozwojem pierwszych liści. W tym okresie rozpoczyna się listnienie drzew później zakwitających. W polskiej szerokości geograficznej i klimacie porą fenologiczną poprzedzającą pierwiośnie jest przedwiośnie, zaś porą fenologiczną następującą po pierwiośniu jest wiosna.
W okresie wczesnej wiosny zakwitają: czeremcha zwyczajna, porzeczka czerwona, porzeczka złota, poziomka pospolita, czereśnia, wiśnia pospolita, borówka czarna, głóg dwuszyjkowy. Ukazują się pierwsze liście: kasztanowca zwyczajnego, brzozy brodawkowatej, buka zwyczajnego, dębu szypułkowanego, klonu zwyczajnego, lipy drobnolistnej.

## Czas trwania w Polsce
Początek wczesnej wiosny w Polsce notuje się w zależności od regionu w kwietniu i maju. W połowie XX w. przychodził na teren Polski nizinnej od zachodu w trzeciej dekadzie kwietnia i szybko docierał na obszary wschodnie, w pierwszej połowie maja na terenach Pojezierza Pomorskiego. Najpóźniej rozpoczynał się w północno-wschodnich terenach kraju, bo w drugiej połowie maja. W okresie 2007–2021 najczęściej pojawiał się na początku kwietnia w rejonie Opola. W tym okresie dość wcześnie przychodził również w okolicach Tarnowa. W drugiej dekadzie kwietnia obejmował zachodnią i południową Polskę, z wyjątkiem rejonów wyżynnych i górskich. Do końca kwietnia obejmował całą Polskę z wyjątkiem Tatr i Podhala, gdzie docierał na początku maja. Wczesna wiosna ustępuje pełni wiosny średnio najwcześniej w dolinie górnej i środkowej Odry oraz w rejonie Kalisza i Tarnowa – jeszcze w kwietniu. W pierwszej dekadzie maja kończy się prawie w całej Polsce, w drugiej dekadzie maja w Polsce północnej, a do końca maja w Tatrach.